# Vacherin (fromage)
Pour les articles homonymes, voir Vacherin.

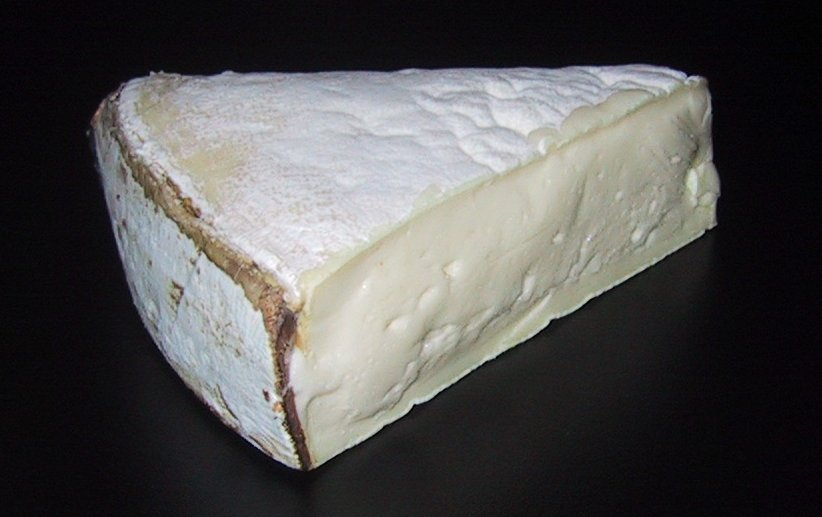
Vacherin du Haut-Doubs.

Le vacherin désigne plusieurs sortes de fromages :
- le vacherin Mont d'Or, produit dans le Jura, tenant son nom du Mont d'Or ;
- le vacherin fribourgeois, produit dans le canton de Fribourg (Suisse) ;
- le vacherin des Bauges, produit dans la vallée d'Aillon dans les Bauges et vers Abondance (France).

Le mot vacherin provient du mot vache,. Selon la légende tirée des archives de l'abbaye de Montserrat, la recette aurait été introduite en 1265 dans ce monastère par Vacarinus, un frère vacher originaire de Villars-les-Moines, appelé pour soigner le troupeau de la communauté. Cette dernière, en l'honneur de son inventeur, la nomme « caseus vacarinus » que le langage populaire transforme en vacherin.